# Грегорі (Техас)
Грегорі (англ. Gregory) — місто (англ. city) в США, в окрузі Сан-Патрисіо штату Техас. Населення — 1740 осіб (2020).

## Географія
Грегорі розташоване за координатами 27°55′20″ пн. ш. 97°17′30″ зх. д. / 27.92222° пн. ш. 97.29167° зх. д. (27.922114, -97.291754).  За даними Бюро перепису населення США в 2010 році місто мало площу 3,50 км², уся площа — суходіл.

## Демографія
Згідно з переписом 2010 року, у місті мешкало 1907 осіб у 606 домогосподарствах у складі 485 родин. Густота населення становила 545 осіб/км².  Було 696 помешкань (199/км²).
Расовий склад населення:
| - 73,8 % — білих - 0,8 % — чорних або афроамериканців - 0,4 % — корінних американців - 0,2 % — азіатів - 0,1 % — вихідців з тихоокеанських островів - 23,3 % — осіб інших рас |

До двох чи більше рас належало 1,3 %. Частка іспаномовних становила 90,9 % від усіх жителів.
За віковим діапазоном населення розподілялося таким чином: 27,8 % — особи молодші 18 років, 58,7 % — особи у віці 18—64 років, 13,5 % — особи у віці 65 років та старші. Медіана віку мешканця становила 35,7 року. На 100 осіб жіночої статі у місті припадало 98,9 чоловіків;  на 100 жінок у віці від 18 років та старших — 95,9 чоловіків також старших 18 років.
Середній дохід на одне домашнє господарство  становив 57 840 доларів США (медіана — 47 543), а середній дохід на одну сім'ю — 65 921 долар (медіана — 60 625). Медіана доходів становила 43 516 доларів для чоловіків та 21 048 доларів для жінок. За межею бідності перебувало 24,1 % осіб, у тому числі 41,0 % дітей у віці до 18 років та 25,6 % осіб у віці 65 років та старших.
Цивільне працевлаштоване населення становило 948 осіб. Основні галузі зайнятості: освіта, охорона здоров'я та соціальна допомога — 23,1 %, сільське господарство, лісництво, риболовля — 14,6 %, виробництво — 13,1 %.